# Ворота Шкей
Ворота Шкей (рум. Poarta Schei) —ворота расположенные в Брашове,находятся неподалёку от ворот Екатерины и тоже отделяют старый город от района Шкей. Они были построены в 1827—1828 годах в связи с увеличением транспортного потока через Брашов. С момента их постройки соседние ворота Екатерины были закрыты для проезда и использовались только как склад.
Ворота Шкей, выполненные в классическом стиле, напоминают триумфальную арку с тремя пролетами. Центральный пролёт — самый крупный — предназначен для проезда транспорта, боковые — меньших размеров — для пешеходов. Латинские надписи над малыми пролетами сообщают дату постройки и то, что ворота были построены по приказу австрийского императора Франца I, посетившего Брашов в 1817 году.